# Grammisgalan 2004
Grammisgalan 2004 hölls på Berns salonger i Stockholm den 9 februari år 2004, och gällde 2003 års prestationer.

## Priser
- Årets artist: Per Gessle: "Mazarin"
- Årets låt: Per Gessle: "Här kommer alla känslorna (på en och samma gång)"
- Årets pop, kvinnlig: Lisa Miskovsky: "Fallingwater"
- Årets pop, manlig: Per Gessle: "Mazarin"
- Årets popgrupp: The Knife: "Deep cuts"
- Årets rockalbum, solo: Moneybrother: "Blood panic"
- Årets rockgrupp: The Cardigans: "Lone gone before daylight"
- Årets kompositör: Per Gessle
- Årets textförfattare: Timbuktu
- Årets producent: Joakim Berg och Simon Nordberg
- Årets nykomling: José González: "Veneer"
- Årets album: The Cardigans: "Lone gone before daylight"
- Årets barnalbum: Lennart Hellsing/Georg Riedel: "Trollringen".
- Årets folkmusik: Frifot: "Sluring"
- Årets hiphop/soul: Timbuktu: "The botten is nådd!"
- Årets hårdrock: The Haunted: "One kill wonder"
- Årets jazz: Esbjörn Svensson Trio: "Seven days of falling"
- Årets klassiska ensemble: Norrlandsoperans symfoniorkester/Hilding Rosenberg: "Lycksalighetens ö"
- Årets klassiska solo: Martin Fröst: "Mozart: Clarinet Concerto & Quintet"
- Årets klubb/dans: Hundarna från Söder: "Hundarna från Söder"
- Årets schlager/dansband: Jill Johnson: "Discography"
- Årets visa: Helen Sjöholm och Anders Widmark: "Genom varje andetag"
- Årets öppen kategori: Pugh Rogefeldt: "Pugh"
- Årets hederspris: Kaj Kindvall
- Årets specialpris: Michael B. Tretow
- MTV-priset för bästa video: The Cardigans: "You're the storm"

### Fotnoter
1. ↑  Catti Brandelius (20 februari 2004). ”Galornas kanonmat”. Svenska dagbladet. https://www.svd.se/galornas-kanonmat. Läst 1 mars 2017.